# 100028 von Canstein
100028 von Canstein è un asteroide della fascia principale. Scoperto nel 1990, presenta un'orbita caratterizzata da un semiasse maggiore pari a 3,1078841 UA e da un'eccentricità di 0,2045513, inclinata di 12,40159° rispetto all'eclittica.